# Pfäfers
Pfäfers is een gemeente en plaats in het Zwitserse kanton Sankt Gallen, die deel uitmaakt van het district Sarganserland.
Per 31-12-2005 telde Pfäfers 1659 inwoners.
De gemeente omvat de dorpen (Ortsgemeinde):
| Ortsgemeinde       | Aantal inwoners (2005) |
| ------------------ | ---------------------- |
| Pfäfers            | 579                    |
| St. Margrethenberg | 110                    |
| Vadura             | 66                     |
| Vättis             | 440                    |
| Valens             | 371                    |
| Vasön              | 93                     |

Tot het uitgebreide grondgebied van de gemeente behoren een groot deel van het Tamina-dal en het natuurpark Calfeisendal met het historische gehucht St. Martin. Daar vestigden Walser zich vanaf het begin van de 14e eeuw, op 1350 meter hoogte. In 1652 moesten zij de nederzetting opgeven, misschien mede omdat de kleine ijstijd het leven in het beschaduwde Califeisendal te zwaar maakte. Sindsdien wordt de nederzetting alleen in de zomer bewoond.

## Geschiedenis

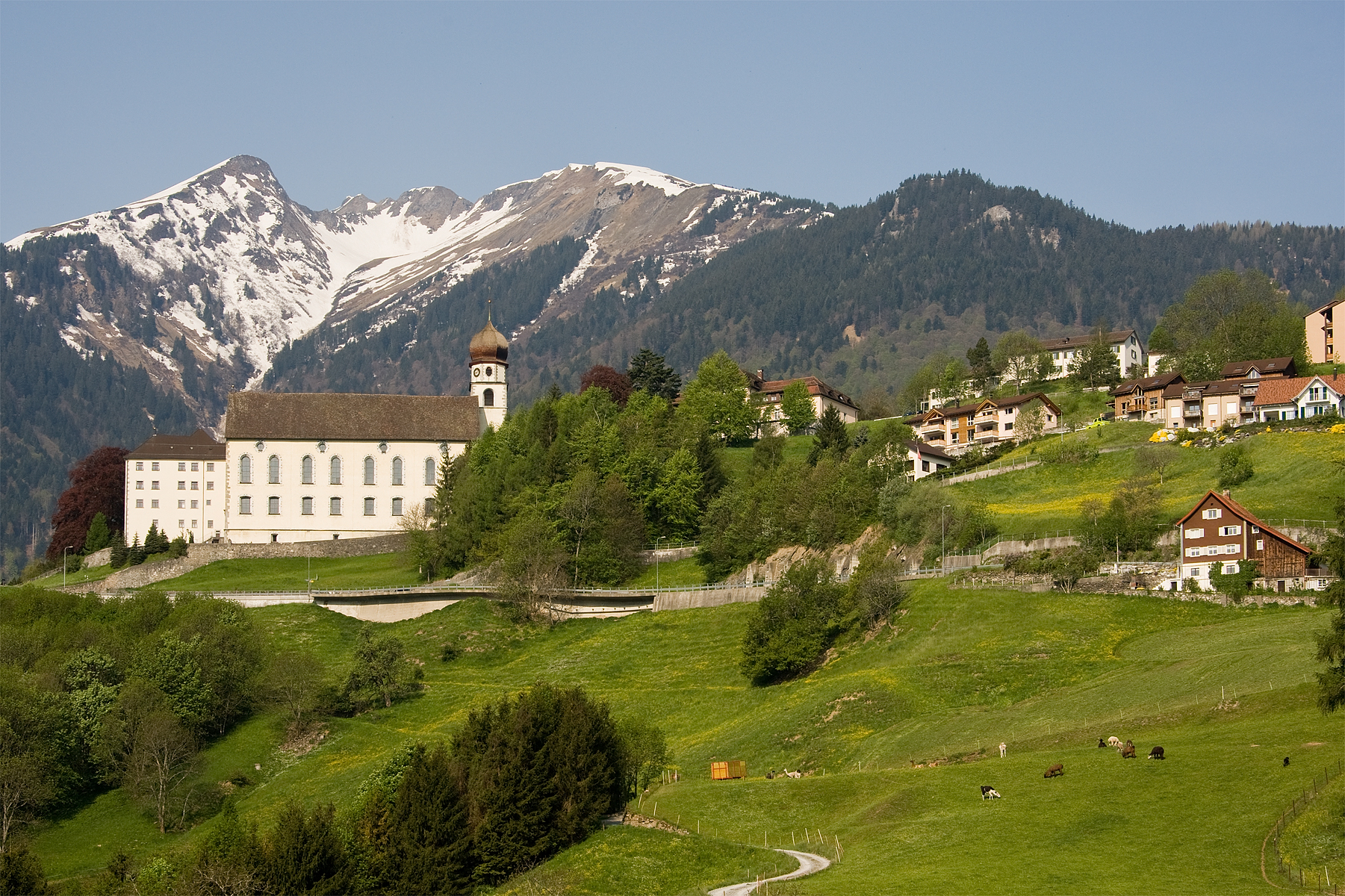
Pfäfers met het voormalige klooster

De naam "Pfäfers" stamt van het Latijnse "Fabaria", dat Bonenakker betekent. Waarschijnlijk slaat dat op de boonvormige heuvel waarop het klooster gebouwd is. Het klooster werd rond 730 n. Chr gebouwd en was bekend vanwege de heilzame bron in de Tamina-kloof. In 1838 werd het klooster opgeheven, en sinds 1845 zijn de kloostergebouwen in gebruik als psychiatrische kliniek "St. Pirminsberg". De barokke kloosterkerk uit 1694 is nog steeds in gebruik, voor de katholieke kerkgemeenschap van Pfäfers en als concertzaal.

### Het Gemeentewapen
Het wapen van Pfäfers is een naar rechts vliegende, zilveren duif met rode poten en in de snavel een zilveren, roodgevlekte tak, op een rode ondergrond.
Volgens een legende wilde de heilige Pirmin in de omgeving van Landquart (plaats) een klooster stichten. Toen arbeiders de bomen omhakten, hakte een van hen zich ongelukkigerwijze in zijn been. Terwijl de monniken de gewonde verzorgden, kwam er plotseling een sneeuwwitte duif aanvliegen, die met een bloedbevlekte houtspliter in de snavel weer wegvloog. De monniken volgenden de duif en vonden hem terug in het Tamina-dal in een boom. De heilige Pirmin zag hierin een teken van God en besloot op deze plek (waar nu Pfäfers ligt) het klooster te bouwen.
Deze legende is in plafondschilderingen in de kosterij van de kloosterkerk van Pfäfers afgebeeld.